# Henri Joseph Désiré Fauvel
Henri Joseph Désiré Fauvel est un homme politique français né le 4 décembre 1754 à Lille (Nord) et mort le 10 décembre 1824 au même endroit.
Médecin à Lille, il est élu député du Nord au Conseil des Cinq-Cents le 26 vendémiaire an IV et siège jusqu'au coup d'État du 18 Brumaire.

## Sources
- « Henri Joseph Désiré Fauvel », dans Adolphe Robert et Gaston Cougny, Dictionnaire des parlementaires français, Edgar Bourloton, 1889-1891 [détail de l’édition]